# Messerangriff am Hamburger Hauptbahnhof 2025
Bei dem Messerangriff am Hamburger Hauptbahnhof 2025 handelt es sich um ein Gewaltdelikt, das sich am 23. Mai 2025 in Hamburg ereignete und bei dem 15 Reisende durch Stichverletzungen teilweise schwer verletzt wurden. Die Gesundheit drei weiterer Menschen wurde durch Sturz oder Schock beeinträchtigt. Tatverdächtig ist eine 39-jährige Deutsche, die an einer psychischen Erkrankung leiden soll und gerade erst aus der Psychiatrie entlassen worden war. Sie wurde noch am Tatort festgenommen und anschließend in einer geschlossenen Psychiatrie untergebracht.

## Tathergang
Den Ermittlungen zufolge soll die Tatverdächtige auf dem Südsteg des Hamburger Hauptbahnhofs erstmalig durch das Halten eines Messers aufgefallen sein. Im Anschluss hieran habe sie gegen 18:05 Uhr auf dem Bahnsteig der Gleise 13 und 14 begonnen, wahllos auf den Zug wartende Reisende anzugreifen. Der Bahnsteig war zum Tatzeitpunkt stark frequentiert, der Angriff erfolgte in einer dicht gedrängten Menschenmenge. Von den bei der Tat verletzten 18 Opfern im Alter zwischen 19 und 85 Jahren erlitten vier Personen lebensgefährliche Verletzungen, sieben Personen schwere Verletzungen und sieben Personen leichte Verletzungen. 15 Menschen wurden direkt durch Messerstiche verletzt, drei weitere Menschen erlitten mittelbare Verletzungen durch Sturz oder Schock.
Laut Zeugenaussagen habe die Tatverdächtige agitiert gewirkt und geschrien. Sie sei an der Bahnsteigkante entlang gelaufen und habe hierbei Stichbewegungen ausgeführt. Nachdem ein Reisender sie durch ein gestelltes Bein bzw. einen Tritt zu Fall gebracht habe, sei sie von diesem und einem weiteren Mann am Boden fixiert worden. Im Anschluss wurde die Tatverdächtige von einer sogenannten „Quattro-Streife“, die aus Sicherheitskräften der Bundes- und Landespolizei, der Hochbahn-Wache und der DB Sicherheit besteht, festgenommen. Die Tat wurde durch Überwachungskameras aufgezeichnet. Bei den beiden Männern, denen es gelang die Frau zu überwältigen, handelte es sich Medienberichten zufolge um einen 19 Jahre alten Syrer, der seit September 2022 als Flüchtling in Deutschland lebt, und einen Tschetschenen.

## Tatverdächtige
Bei der Tatverdächtigen handelt es sich um eine 39-jährige Frau mit deutscher Staatsbürgerschaft, die in Braunschweig geboren wurde. Laut Polizeiangaben bestehen bei ihr „sehr konkrete Hinweise auf eine psychische Erkrankung“. Anhaltspunkte, dass sie zum Tatzeitpunkt unter Einfluss von Alkohol oder Drogen gestanden habe, existierten indes nicht.
Die Staatsanwaltschaft beantragte aufgrund der mutmaßlichen Schuldunfähigkeit der Betroffenen einen Unterbringungsbefehl für die geschlossene Psychiatrie, der antragsgemäß wegen versuchtem Totschlag in 15 Fällen erlassen wurde. Medienberichten zufolge war die Tatverdächtige bereits zuvor mehrfach in einer Psychiatrie untergebracht und erst einen Tag vor der Tat aus einer Fachklinik in Geestland im Landkreis Cuxhaven entlassen worden. Die Frau leide demnach an paranoider Schizophrenie und verfüge über keinen festen Wohnsitz. Sie soll bereits in der Vergangenheit in psychiatrischen Kliniken durch Gewalt aufgefallen sein und im Februar 2025 am Hamburger Flughafen ein Mädchen verletzt haben.
Vor dem Ermittlungsrichter räumte die Beschuldigte den ihr zur Last gelegten Sachverhalt ein.

## Einsatz und Auswirkungen
Die Tat führte zu einem Großeinsatz von Polizei und Rettungskräften. 350 Polizisten der Polizei Hamburg sowie 60 weitere der Bundespolizei waren im Einsatz. Für Feuerwehr und Rettungsdienst waren 50 weitere Rettungskräfte im Einsatz, für das Kriseninterventionsteam des Deutschen Roten Kreuzes 20 Personen. Die Tat führte zu einer Teilsperrung des Hamburger Hauptbahnhofs, wodurch es zu weitreichenden Einschränkungen des Bahnverkehrs mit Zugausfällen und Verspätungen kam.

## Reaktionen
Bundeskanzler Friedrich Merz (CDU) zeigte sich nach dem Angriff bestürzt, forderte im Gegensatz zu Zeiten des Wahlkampfes keinerlei politische Maßnahmen. Er telefonierte im Anschluss an die Tat mit Hamburgs Erstem Bürgermeister Peter Tschentscher (SPD) und stellte diesem bei Bedarf Hilfe durch die Bundesregierung in Aussicht. Beide Politiker bedankten sich bei den eingesetzten Beamten von Polizei, Feuerwehr und Rettungsdienst. Bundesinnenminister Alexander Dobrindt (CSU) nannte die Tat „hinterhältig und feige“. Die Ratsvorsitzende der Evangelischen Kirche in Deutschland Kirsten Fehrs bewertete sie als einen Schock für die Stadt. Von der Gewerkschaft der Polizei wurde die Forderung laut, entsprechende Angriffe durch den Einsatz von künstlicher Intelligenz bei der Videoüberwachung zu verhindern.
Insgesamt blieben die Reaktionen jedoch weit hinter denen bei anderen Attentaten zurück. Mediale Berichterstattung kam bereits nach zwei Tagen nicht mehr vor. Auf einen Bekundung aus den Reihen der AfD wartete man völlig vergeblich. 